# Большой Гобийский заповедник (кластер Б)
Большой Гобийский заповедник - строго охраняемый природным резерват в пустыне Гоби. Одновременно были созданы два кластера заповедника: один больший, кластер А, в Заалтайской Гоби и меньший - кластер Б в Джунгарской Гоби.

## Ландшафт
Заповедник был организован в 1975 году, а в 1991 году он получил статус международного биосферного заповедника. Площадь кластер Б около 9000 кв. км. опустыненных степей, гор, пустынь и полупустынь. Температура может опускаться до -40 °C зимой и подниматься до +40 °C в летнее время. Снежного покров лежит 97 дней в году. На востоке заповедного кластера находятся невысокие горы, на западе - холмы. Самая низкая часть кластера на высоте около 1000 м над уровнем моря, самая высокая точка - около 2840 м на китайской границе.

## Фауна
Лошадь Пржевальского, полностью исчезнувшая в естественной среде обитания, была реакклиматизирована в её историческом ареале. Кластер Б Большого Гобийского заповедника - одно из двух мест, где в Монголии созданы восстановленные популяции лошадей Пржевальского. Второе место - национальный парк Хустайн-Нуруу.
Другие крупные копытные, встречающиеся в заповеднике, - джейран и кулан. Сибирский козерог встречается в горах, в то время как численность архаров сократилась. Основной хищник - волк. Ирбисы и рыси редки. Мелкие хищники - это обыкновенная лисица, корсак, степной кот и манул.
На территории заповедника проживает 110 семей, которые выпасают там почти 60.000 голов скота.